# Agum I.
Agum I. (A-gu-um ŠI, Agum Maḫrû; ša A-gu-um ra-bi-i, Agum râbi bei Agum II.), Sohn von Gandaš war nach der babylonischen Königsliste und assyrischen Königsliste der 2. Herrscher der 1. Kassitendynasie von Babylon. Er ist nicht durch eigene Inschriften belegt und es ist unklar, ob er wirklich über Babylon herrschte. Er regierte 22 Jahre. Weidner setzt ihn zwischen 1730 und 1709 an.